# Amantes de forma iudicare non possunt
 Amantes de forma iudicare non possunt  лат. (изговор:  амантес де форма јудикаре нон посунт). Заљубљени не могу да суде о лепоти. (Квинтилијан)

## Поријекло изреке
Ово је изрекао познати римски говорник Марко Фабије Квинтилијан (лат. Marcus Fabius Quintilianus), у првом вијек нове ере.

## Тумачење
Заљубљени не види ништа. Његов суд није релевантан.